# Frascati
Frascati er en lille by i Albanerbjergene lidt syd for Rom. 
Byen er kendt for en tør hvidvin og for en flot udsigt over dalen, hvor Rom ligger.